# Burmesische Badmintonmeisterschaft 1984
Die Burmesische Badmintonmeisterschaft 1984 war die nationale Meisterschaft von Burma im Badminton des Jahres 1984.

## Medaillengewinner
| Disziplin    | Gold                       | Silber                   |
| ------------ | -------------------------- | ------------------------ |
| Herreneinzel | Soe Naing                  | Win Tun Htein            |
| Dameneinzel  | Moe Thida San              | Kyaw Kyaw                |
| Herrendoppel | Maung Maung Win Tun Htein  | Soe Naing Win Ko Zan     |
| Damendoppel  | Mya Lay Sein Nam Htwe Kham | May Zaw Oo Moe Thida San |
| Mixed        | Win Tun Htein Kyaw Kyaw    | Soe Naing Nam Htwe Kham  |